# Фрайді (роман)
«Фрайді» (англ. Friday) — науково-фантастичний роман Роберта Енсона Гайнлайна 1982 року.
Це історія Фрайді Джонс, штучно створеної з гібридної людської ДНК жінки, яка володіє величезною силою, витривалістю, швидкістю, розумом і сексуальністю. Штучні люди живуть повсюди, і більша частина сюжету про боротьбу Фрайді з упередженістю людей проти таких як вона та про приховування її надзвичайних здібностей від інших людей. Історія відбувається в 21 столітті у балканізованих Сполучених штатах Америки.

## Сюжет
Оповідачем книги є Фрайді Джонс (під прикриттям вона користується іменем Марджорі Болдуін). Фрайді є генетично спроектованою людиною (таких називають «штучна персона» чи «ШП»), по багатьох розумових і фізичних показниках вона перевершує звичайних людей. У суспільстві існує сильне упередження проти ШП, тому вона приховує своє походження.
Працюючи таємним кур'єром у приватній спецслужбі, вона переміщується по Землі та найближчих космічних станціях. Після повернення на Землю зі своєї останньої місії, її викрадають, ґвалтують, катують та допитують невідомі вороги. Колеги рятують її і знищують викрадачів. Їй повідомляють, що її надзвичайно критична місія була насправді успішною, оскільки викрадачам не вдалося знайти дані, імплантовані в її тілі.
Після того, як її тіло регенеровують після пошкоджень, Фрайді бере відпустку, щоб відвідати свою полігамну сім'ю, яка складається з декількох чоловіків і жінок та багатьох дітей. У суперечці з приводу расизму, Фрайді відкриває своїй сім'ї, що вона є ШП, і вони швидко розлучаються з нею.
Повертаючись до штаб-квартири компанії, вона знайомиться і здружується із заможною сім'єю Тормі. Фрайді є гостем в їхньому будинку, коли відбувається глобальна криза, що спричинена низкою терористичних актів, які називають «Червоним Четвергом». Різні групи беруть на себе відповідальність за акти вбивств та саботажу, але пізніше Фрайді дізнається, що це результат боротьби між суперниками у рамках надзвичайно потужної корпорації «Шіпстоун». Її остання місія полягала в тому, щоб донести інформацію про напади, перш ніж вони сталися.
Не маючи можливості покинути будинок Тормі під час воєнного стану, Фрайді вбиває поліцейського, який намагається заарештувати її та Жоржа (одного з чоловіків сім'ї Тормі) як негромадян. Вони вдвох стають утікачами, які подорожують по різних країнах балканізованої Північної Америки, намагаючись доправити Фрайді до штабу її організації. Після кількох пригод, їй вдається повернутися до своєї компанії; Жорж повертається до своєї родини.
Бос переводить Фрайді на посаду аналітика і ставить перед декілька задач, більшість яких просто повинні розширити кругозор Фрайді у питаннях історії та суспільних наук. Фрайді приходить до висновку, що Земля приречена занепадати.
Бос незабаром помирає і Фрайді та всі співробітники раптово стають безпритульними та безробітним. Фрайді дізнається, що Бос, який був її прийомним батьком, по заповіту залишив їй гроші, щоб вона могла використати їх для того, щоб переїхати до неземної колонії по своєму вибору.
Фрайді та декілька колишніх співробітників осідають у Лас-Вегасі, але зрештою і вони розділяються. Фрайді, нарешті, знаходить замовлення доставити надважливий груз, що, до речі, дозволить їй відвідати та оцінити кілька позаземних колоній, які вона хоче вивчити. Проте, після початку подорожі на міжпланетному круїзному судні для виконання своєї місії, вона дізнається, що агенти її роботодавця постійно стежать за нею, і вона, фактично, є в'язнем на кораблі. Зрозумівши надзвичайно секретний характер своєї місії, вона боїться, що роботодавець не залишить її живою, після завершення роботи. Поки корабель знаходився на орбіті однієї із сільськогосподарських колоній, вона здійснює втечу з корабля разом двома ШП агентами, що співчували їй. На планеті вона зустрічає Тормі, які теж переселились.
Розповідь закінчується описом усталенного життя сім'ї, до якої належить Фрайді.

## Цитати
|  | Поганий знак — коли жителі країни перестають ототожнювати себе зі своєю країною і починають ототожнювати себя з якоюсь групою. Расовою групою, конфесійною або мовною. Не важливо з якою, якщо це не все населення. Оригінальний текст (англ.) It is a bad sign when the people of a country stop identifying themselves with the country and start identifying with a group. A racial group. Or a religion. Or a language. Anything, as long as it isn't the whole population. |

|  | Судячи по тому, що я встигла почути, перш ніж вибухає революція, населення повинно встатити віру в поліцію та суд. Оригінальний текст (англ.) So far as I have listened, before a revolution can take place, the population must lose faith in both the police and the courts. |

## Нагороди та номінації
- 1983 року номінувався на премію «Неб'юла».

- 1983 року номінувався на премії «Г'юго».